# Личные неимущественные права
Личные неимущественные права — вид субъективных прав, относящихся к категории нематериальных благ. 
Личные неимущественные отношения или права (право свободного передвижения, право выбора места пребывания и жительства, право на имя и другие) возникают у человека от рождения. Они входят в содержание правоспособности. 
Особенностями личных неимущественных прав являются отсутствие материального (имущественного) содержания и неразрывная связь с личностью носителя, предопределяющая неотчуждаемость и непередаваемость этих прав.
Различают личные неимущественные права связанные с имущественными правами их носителей и не связанные с ними. К первой группе относятся некоторые основные права граждан, установленные и гарантированные Конституцией Российской Федерации, семейные права, права, возникающие из членства граждан в кооперативных и общественных организациях, авторские права. Во вторую входят право на имя, право на честь и достоинство и тому подобное. В зависимости от направленности личные неимущественные права подразделяются на направленные:
- на индивидуализацию личности (право на имя, право на честь, достоинство, деловую репутацию и тому подобное);
- на обеспечение физической неприкосновенности личности (право на жизнь, свободу, выбор места пребывания, места жительства и тому подобное);
- на неприкосновенность внутреннего мира личности и её интересов (право на личную и семейную тайну, невмешательство в частную жизнь).

Как и другие нематериальные блага, личные неимущественные права существуют без ограничения срока их действия.

## Признаки неимущественных прав
Следует перечислить следующие признаки неимущественных прав:
1. нематериальный характер;
2. направленность на выявление и развитие индивидуальной личности;
3. особый объект;
4. специфика оснований возникновения и прекращения.

Так как неимущественные не имеют материальный характер, они не могут быть оценены, то есть отсутствует возмездность. Объектами личных неимущественных отношений являются нематериальные блага (например, жизнь, здоровье, имя, честь, способности и так далее). Так же объекты личных неимущественных прав неотчуждаемы. Возникать же данная категория прав может лишь при особых условиях (событий). Другие личные неимущественные права возникают из сделок, например, право на тайну переписки из договора оказания услуг. Большинство личных неимущественных прав прекращаются смертью их носителя.

## Законодательство России
Личные неимущественные права регулируются следующими нормативно-правовыми актами: Конституция, гл. 59 Гражданского Кодекса, ФЗ «Об охране окружающей среды», ФЗ «О почтовой связи», ФЗ «Об оперативно-розыскной деятельности», Постановление Пленума Верховного Суда России от 24.02.2005 N 3 «О судебной практике по делам о защите чести и достоинства граждан, а также деловой репутации граждан и юридических лиц» и так далее.

## Права
Неимущественные права, обеспечивающие физическое и психическое благополучие (целостность) личности.
Каждое лицо имеет право на жизнь, право на здоровье (владение, распоряжение и пользование своим здоровьем), право на физическую и психическую неприкосновенность (самостоятельное распоряжение своим телом[стиль]), право на благоприятную окружающую среду (использование, изменений окружающей среды и получения информации о санитарно-эпидемиологическим состоянии).
Неимущественные права, обеспечивающие индивидуализацию личности.
Каждое лицо имеет право на имя (лицо достигшее 14 лет вправе поменять имя, а до 14 лет лишь по решению родителей и органов опеки и попечительства), право на индивидуальный облик, право на голос[неоднозначно], право на честь, достоинство и деловую репутацию.
Неимущественные права, обеспечивающие автономию личности.
Каждое лицо имеет право на тайну частной жизни (правомочие требовать от третьих лиц сохранность тайны), право на неприкосновенность частной (личной) жизни (неприкосновенность жилища, документов и так далее).